# Jerzy II (książę Saksonii-Meiningen)
Jerzy II książę Saksonii-Meiningen niem. Georg II. von Sachsen-Meiningen (ur. 2 kwietnia 1826 w Meiningen, zm. 25 czerwca 1914 w Bad Wildungen) – przedostatni książę panujący w Saksonii-Meiningen i Hildburghausen, reformator i mecenas sztuki, reżyser teatralny i scenograf, zwany także księciem teatru. Pochodził z rodu Wettynów.

## Życiorys
Był jedynym synem księcia Saksonii-Meiningen Bernarda II i Marii Fryderyki z Hesji-Kassel. Od najmłodszych lat rokował wielkie nadzieje. Miał bardzo rozwinięty zmysł wzroku i talent rysowniczy, słuch absolutny i wielką miłość do muzyki. Otrzymał staranne i wszechstronne wychowanie. Jego pierwszym wychowawcą był Moritz Seebeck. Wpajał on młodemu księciu chrześcijańsko-pruskie wzorce, złagodzone przez ideał poezji klasycznej, połączone z aktywnością fizyczną, i ciągłą inspirację grą teatralną. Większą część młodości spędził na zamku i w parku Altenstein. Dużo podróżował. Na uniwersytetach w Bonn i Lipsku studiował prawo, historię, ekonomię i historię sztuki.
W 1847 roku został wysłany do Poczdamu, aby zdobyć wykształcenie wojskowe. Podczas odbywania służby w Berlinie zastała go Wiosna Ludów. Po śmierci swojej pierwszej żony, Charlotty Pruskiej, wyjechał z Niemiec. Oddał się studiom z historii sztuki. W latach 1855–1858 podróżował przez Włochy, Francję i Anglię. W wojnie prusko-austriackiej 1866 roku ojciec Jerzego, Bernard II stanął po stronie Franciszka Józefa I. Decyzja ta kosztowała go utratę tronu. Władzę w księstwie przejął syn, jako Jerzy II. Po objęciu władzy zawarł pokój z Prusami, przystąpił do Związku Północnoniemieckiego i był zwolennikiem polityki Bismarcka.
W wojnie francusko-pruskiej aktywnie wspierał króla pruskiego Wilhelma I. Należał w tamtym czasie do gorących zwolenników proklamowania cesarstwa i utworzenia Drugiej Rzeszy. W późniejszych latach znacznie ochłodził swój entuzjazm, ponieważ w jego opinii w Rzeszy Bismarcka lekceważono prawne przywileje książąt i zaniedbywano sprawy poddanych na korzyść polityki Rzeszy, wzmocnienia władzy militarnej, a w końcu imperialnych żądz. Ponieważ Cesarstwo wedle swej istoty było państwem federalnym, Jerzy II przejawiał szczególną aktywność tam, gdzie pozwalało mu na to prawo Rzeszy i postanowienia Reichstagu tj. w zakresie polityki kościelnej i szkolnictwa, opieki zdrowotnej, sprawach sztuki, częściowo również polityki budżetowej.
Przeforsował nowe prawo wyborcze (1873), nowe prawo dotyczące szkół powszechnych (1875), liberalne prawodawstwo kościelne (1876) oraz ustawę o szkołach uzupełniających (1877). Stworzył „liberalne, wzorcowe państwo”, łagodził antysocjalistyczne ustawy Bismarcka w Turyngii. Z całą siłą przeciwstawiał się też dążeniom antysemickim. Na przełomie stuleci na plan pierwszy wysunął polityczne cele dotyczące opieki zdrowotnej. Wraz ze wspaniałym lekarzem Georgiem Leubuscherem kazał zbudować jeden z najnowocześniejszych szpitali w Niemczech w swoim mieście rezydencjonalnym, stworzył za pomocą Fundacji Księcia Jerzego dla pielęgniarek zarodek systemu wspólnoty sanitariuszek w księstwie. Otwarcie popierał też krajowy ruch rozwoju szkolnictwa wiejskiego Lietza i Wyneckera. Jerzy wywierał bezpośrednio i pośrednio odpowiedni wpływ na inicjatywy prawodawcze w jego księstwie. Poświęcał wiele czasu na to, aby weryfikować treść ustaw i samodzielnie udoskonalać ich tekst.
W ostatnich latach panowania Jerzy II odrzucił imperialistyczną politykę zagraniczną Wilhelma II i jego kanclerzy Rzeszy von Bülowa i von Bethmann-Hollwega. Odwrócił się od kolonialnej polityki Rzeszy, od programu cesarza dotyczącego floty, od rozbudowy lotniczych sił zbrojnych, od prowokacji Francuzów i przede wszystkim Brytyjczyków. Najprzychylniejszy byłby strategicznemu sojuszowi Niemiec z Anglią. Ostatnie lata wiele chorował. Zmarł w klinice w Bad Wildungen.

## Odznaczenia
- Krzyż Wielki Orderu Świętego Stefana (1870, Austro-Węgry)[1]
- Krzyż Zasługi Wojennej II kl. (Meklemburgia-Strelitz)[2]

## Rodzina
W 1850 roku jeszcze jako następca tronu poślubił Charlottę Hohenzollern (1831–1855), córkę Albrechta Hohenzollerna st. (1809–1872) oraz Marianny Orańskiej (1810–1883). Z tego związku doczekał się trójki dzieci:
- Bernarda (1851–1928), następcy tronu książęcego, ożenionego z Charlottą Hohenzollern, siostrą przyszłego cesarza Wilhelma II,
- Jerzego Albrechta (1852–1855),
- Marii Elżbiety (1853–1923).

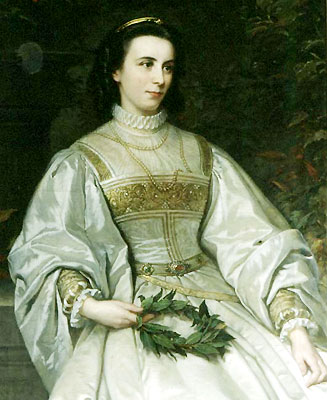
Ellen Franz jako baronowa Helene von Heldburg

W 1858 roku poślubił w Langenburgu Feodorę zu Hohenlohe-Langenburg (1839–1872), córkę Ernesta I (1794–1860) i Feodory zu Leinigen, przyrodniej siostry królowej Wiktorii. Z tego małżeństwa miał trzech synów:
- Ernesta (1859–1941),
- Fryderyka (1861–1914),
- Wiktora (*/† 1865).

Po śmierci drugiej żony w 1873 roku ożenił się po raz trzeci. Zawarł małżeństwo niedynastyczne z aktorką Ellen Franz (1839–1923) (nadając jej wcześniej tytuł baronowej von Heldburg), z którą był związany aż do swej śmierci w 1914 roku. Pochowano go na Cmentarzu Parkowym w Meiningen.